# HD 222093
HD 222093，又名BD-13 6439，SAO 165804、HR 8958，是一颗恒星，视星等为5.65，位于銀經68.48，銀緯-67.74，其B1900.0坐标为赤經23h 32m 28.5s，赤緯-13° -67.74′ 52″。